# Rang (Doubs)
Rang és un municipi francès situat al departament del Doubs i a la regió de Borgonya - Franc Comtat. L'any 2007 tenia 396 habitants.

## Demografia

### Població
El 2007 la població de fet de Rang era de 396 persones. Hi havia 176 famílies de les quals 44 eren unipersonals (28 homes vivint sols i 16 dones vivint soles), 76 parelles sense fills, 48 parelles amb fills i 8 famílies monoparentals amb fills.
La població ha evolucionat segons el següent gràfic:
Habitants censats

### Habitatges
El 2007 hi havia 192 habitatges, 173 eren l'habitatge principal de la família, 5 eren segones residències i 13 estaven desocupats. 183 eren cases i 9 eren apartaments. Dels 173 habitatges principals, 147 estaven ocupats pels seus propietaris, 22 estaven llogats i ocupats pels llogaters i 4 estaven cedits a títol gratuït; 1 tenia dues cambres, 20 en tenien tres, 48 en tenien quatre i 105 en tenien cinc o més. 150 habitatges disposaven pel capbaix d'una plaça de pàrquing. A 78 habitatges hi havia un automòbil i a 85 n'hi havia dos o més.

### Piràmide de població
La piràmide de població per edats i sexe el 2009 era:
| Homes | Edats   | Dones |
| ----- | ------- | ----- |
| 0     | 95 o +  | 2     |
| 1     | 90 a 94 | 1     |
| 3     | 85 a 89 | 2     |
| 2     | 80 a 84 | 3     |
| 10    | 75 a 79 | 8     |
| 7     | 70 a 74 | 6     |
| 18    | 65 a 69 | 15    |
| 19    | 60 a 64 | 17    |
| 12    | 55 a 59 | 14    |
| 26    | 50 a 54 | 23    |
| 10    | 45 a 49 | 16    |
| 11    | 40 a 44 | 12    |
| 21    | 35 a 39 | 16    |
| 16    | 30 a 34 | 13    |
| 18    | 25 a 29 | 11    |
| 14    | 20 a 24 | 6     |
| 17    | 15 a 19 | 15    |
| 14    | 10 a 14 | 10    |
| 11    | 5 a 9   | 17    |
| 6     | 0 a 4   | 7     |

## Economia
El 2007 la població en edat de treballar era de 248 persones, 160 eren actives i 88 eren inactives. De les 160 persones actives 140 estaven ocupades (86 homes i 54 dones) i 20 estaven aturades (11 homes i 9 dones). De les 88 persones inactives 33 estaven jubilades, 16 estaven estudiant i 39 estaven classificades com a «altres inactius».

### Ingressos
El 2009 a Rang hi havia 180 unitats fiscals que integraven 417 persones, la mediana anual d'ingressos fiscals per persona era de 17.387 €.

### Activitats econòmiques
Dels 16 establiments que hi havia el 2007, 1 era d'una empresa extractiva, 1 d'una empresa de fabricació de material elèctric, 2 d'empreses de fabricació d'altres productes industrials, 5 d'empreses de construcció, 1 d'una empresa de transport, 2 d'empreses d'hostatgeria i restauració, 1 d'una empresa financera, 1 d'una empresa immobiliària i 2 d'empreses de serveis.
Dels 4 establiments de servei als particulars que hi havia el 2009, 1 era un guixaire pintor, 2 fusteries i 1 lampisteria.
L'any 2000 a Rang hi havia 8 explotacions agrícoles.

## Equipaments sanitaris i escolars
El 2009 hi havia una escola elemental.

## Poblacions més properes
El següent diagrama mostra les poblacions més properes.